# NbFz (戦車)
NbFz、Nb.Fz.（Neubaufahrzeug、ノイバウファールツォイク） は、ドイツで開発された多砲塔戦車。「ノイバウ-ファールツォイク」はドイツ語で「新造-車輌」の意。試作車が計5輌製造されたのみに終わった。

## 概要
1920年代後半から1930年代前半にかけて、欧米各国ではフラーに基づく理論により、大型の車体に複数の砲塔を搭載した、敵防御線突破用の多砲塔重戦車の開発が流行していた。
ヴァイマル共和政下におけるドイツでも、1932年に陸軍兵器局がラインメタル社とクルップ社に「グローストラクトーア」（Großtraktor、大型トラクター）（「ミッテルトラクトーア」(Mitteltraktor、中型トラクター)という異説あり）の開発を指示したことで、多砲塔戦車の開発が開始された。ヴァイマル共和国軍はヴェルサイユ条約のもとで戦車の保有が禁止されていたため、戦車の開発を秘匿するために「大型トラクター」という名称が用いられた。
なお、1920年代後半にも、同じ「グローストラクトーア」（（Großtraktor、重トラクター）の秘匿名称で、ダイムラー・ラインメタル・クルップの各社2輌ずつ、計6輌の戦車が試作されている。NbFzにはそれらの設計・経験が生かされていた。
1932年7月13日、陸軍兵器局第6課によって、NbFzの最初の開発指示が出され、同年10月12日、エッセンのクルップ社（エンジンを担当）と、ZF社（フリードリヒスハーフェン歯車製作所。変速・操向機の設計を担当）が、開発に参加することになった。
1932年10月15日、NbFzの仕様書（兵装は7.5cm砲と7.92mm機関銃4～5挺を装備（主砲塔に砲と機関銃、その前後に機関銃を装備する副砲塔）、戦闘重量は15t以下、装甲防御力は2cm砲に耐える程度、エンジンは出力250hpの空冷エンジン）がまとめられた。
デュッセルドルフのラインメタル社も開発に加わり、クルップ社とラインメタル社の（部分的）競作となった。
1933年2月27日、NbFzの主砲塔に主砲の7.5cm砲と副砲の3.7cm砲を各1門ずつ装備することが決められ、同年11月、主砲塔が完成した。
1933年10月、NbFzの重量制限が22tに緩和され、装甲防御力は3.7cm砲に耐えることが要求された
1934年から1935年にかけて、軟鋼製の試作車輌2輌（1号車（Nr.1）と2号車（Nr.2））が製造された。両車の違いは主砲塔にあった。1号車はラインメタル社製砲塔を搭載し、2号車はクルップ社製砲塔を搭載した。車体は両車ともラインメタル社が設計・製造した。クルップ社は2号車の主砲塔のみを設計・製造した。
NbFzは車体中央に主砲塔、右前方と左後方に副砲塔を搭載していた。主砲塔には戦車砲2門と機関銃1丁が同軸装備され、副砲塔には機関銃1丁がそれぞれ装備された。1937年には、NbFzの主砲を発煙弾を発射可能な「105mm KwK L/28」に換装して「ネーベルパンツァー（Nebelpanzer）」を製造する計画もあったが実現していない。
ラインメタル社製砲塔は「7.5cm KwK戦車砲 L/24」（榴弾による対歩兵/陣地用）、「3.7cm KwK戦車砲 L/45」（徹甲弾による対戦車用）を縦2連同軸に搭載し、クルップ社製砲塔ではこれらを並列に搭載していた。ラインメタル社製砲塔では同時期のT-28中戦車のような「鉢巻きアンテナ（フレームアンテナ）」を装備していた。なお副砲塔はI号戦車のものと一見似ているが別形状で、武装もI号戦車と異なり1砲塔あたり機銃1丁のみの装備となっている。
NbFzは、車体後方に起動輪、車体前方に誘導輪をもつ、後輪駆動方式であった。
これらの設計は重戦車としての役割を果たすには複雑すぎ、信頼性の低いことが判明したものの、多砲塔戦車の設計技術向上のため、開発はその後も続行された。
1935年4月17日、2号車を基にした、防弾鋼製の車体にクルップ社製砲塔を搭載した実用試験車輌（増加試作車）が発注され、1936年初めに3輌（3号車（Nr.3）、4号車（Nr.4）、5号車（Nr.5））が完成した。実用試験車輌の3輌は、シュレースヴィヒ＝ホルシュタインのプトロス演習場にて広範囲にわたってテストされた。しかしこの頃には、敵防御線突破用の多砲塔重戦車という概念自体が陳腐化し、また、IV号戦車の開発が優先されたことから、1936年末までにNbFzの開発は中止され、試作車全車が一旦は退役した。軟鋼製試作車輌の2輌は、1940年までプトロス戦車学校で訓練に使用された。

## 戦歴

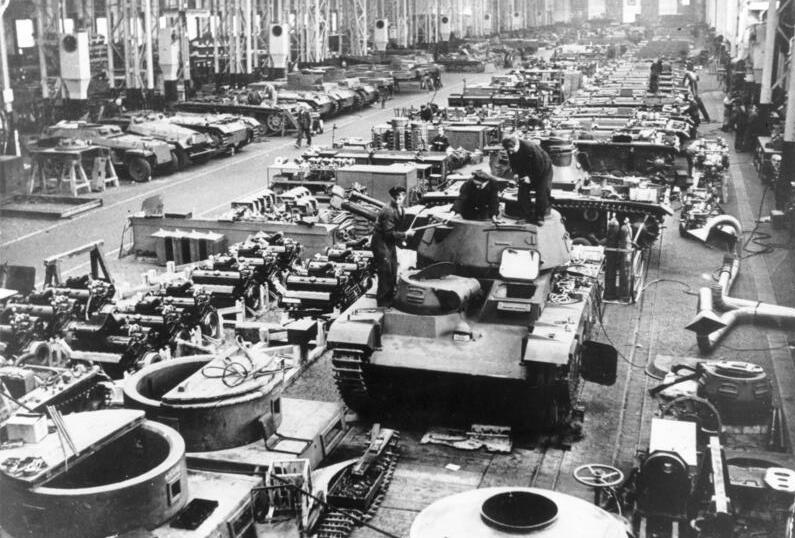
プロパガンダ用に工場で撮影されたノイバウファールツォイク

しかし、第二次世界大戦が始まると、大戦初期のドイツ陸軍の戦車不足のため、実用試験車輌の3輌は、プトロス演習場にて編成された第40特別装甲大隊の第3中隊の、ハンス・ホルストマン（Hans Horstmann）中尉率いる「ホルストマン小隊」（プトロス小隊）に配備（3輌とも車体前面に大きな白い象のマークが描かれた）され、1940年4月のヴェーザー演習作戦にともなうノルウェー侵攻作戦に実戦投入され、ノルウェー各地を転戦した。歩兵支援に活躍したものの、1輌が路上で故障し自爆処分された。残りの2輌は、試作車のため修理部品も無いことから、1940年末には本国に送還された。この戦役で本車の写真が撮影され、諸外国にも知られるようになった。
その後、1941年のバルバロッサ作戦に再び実戦投入された。するとソ連軍のKV-1重戦車に遭遇し、もう1輌が撃破された。生き残った車輌は、その強そうな外見からナチスのプロパガンダ活動に使われ、演説台にされたりした。また、本車がIII号戦車の生産ラインに共に並んでいる写真があるが、これは量産されているように見せかけた欺瞞工作であった。当時のドイツ軍はV号戦車パンターを開発中であり、大日本帝国陸軍では「本車（多砲塔戦車）と、最近報じられたV号戦車との関連は不明」と言及している。